# Радбрух
Радбрух (нім. Radbruch) — громада в Німеччині, розташована в землі Нижня Саксонія. Входить до складу району Люнебург. Складова частина об'єднання громад Бардовік.
Площа — 22,54 км2. Населення становить 2245 ос. (станом на 31 грудня 2021).